# Zainunnisa Gool
Zainunnisa « Cissie » Gool (6 novembre 1897 - 1er juillet 1963) est une avocate et une personnalité politique sud-africaine, membre du conseil municipal du Cap (1938-1951), engagée contre l'apartheid et pour la défense des droits civiques en Afrique du Sud. 
Gool est la fondatrice de la Ligue de libération nationale (National Liberation League) et a aidé dans les années 30, à créer le Front uni non européen (Non-European Front). Elle est surnommée le « Joyau du District Six » et « Jeanne d'Arc » par les Sud-Africains en tant que défenseuse des pauvres. 

## Biographie

### Enfance et éducation
Zainunnisa Gool est née le 6 novembre 1897. 

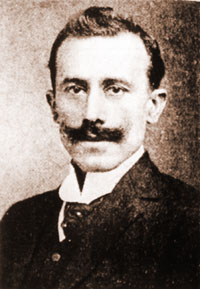
Abdullah Abdurahman, le père de Zainunnisa Gool

Elle est la fille de Helen Potter James et d'Abdullah Abdurahman (en), d'origine indienne et chef de l'Organisation des peuples africains (en). Celui-ci fait partie des membres fondateurs de cette organisation en 1902 et a été le premier Sud-Africain coloured à être élu au conseil municipal du Cap en 1904,.
Zainunnisa Abdurahman vient d'un milieu radical où elle reçoit une instruction dispensée par Olive Schreiner et Gandhi. Avec sa sœur, Rosie, elle fréquente le lycée Trafalgar du District 6 du Cap, fondé par leur père. Le directeur de l'école est Harold Cressy (en). 
Elle finit ses études secondaires avec un cours par correspondance à l'université de Londres. À l'aide de ce diplôme, elle s'inscrit pour devenir la première femme coloured à recevoir une maîtrise de l'université du Cap et en 1962, elle devient la première femme coloured diplômée en droit en Afrique du Sud et la première à être appelée au Barreau du Cap.

### Vie privée
Zainunnisa Abdurahman épouse le Dr A.H. Gool, avec qui elle a trois enfants appelés Marcina, Rustum et Shaheen. 

### Carrière
De 1938 à 1951, Cissie Gool représente le District 6 du Cap au conseil municipal. Elle est pendant plusieurs années la seule femme (et la première femme de couleur) à siéger au conseil municipal. 
En 1949, elle est élue présidente du comité de santé du conseil municipal, ce qui fait d'elle la première femme non blanche du pays à participer à un exécutif local. 
Connue sous le nom de « Joyau du District Six », elle représente les habitants de sa circonscription jusqu'à sa mort en 1963, bien qu'elle ait été qualifiée de communiste et la loi sur la suppression du communisme de 1950.